# Luigi Scozia di Calliano
Luigi Scozia di Calliano (2 giugno 1802 – 1877) è stato un generale italiano, veterano della prima e della seconda guerra d'indipendenza italiana, dove comandò la Brigata "Granatieri di Sardegna" durante la fasi della battaglia di Magenta e di quella di San Martino. Durante la Campagna piemontese in Italia centrale e meridionale ricoprì l'incarico di Ispettore generale dell'esercito.

## Biografia
Nacque nel 1802 all’interno della nobile famiglia dei marchesi di Calliano. Si arruolò come soldato semplice nell’Armata Sarda il 24 aprile 1820, entrando in servizio nella Brigata "Granatieri Guardie". Scalò rapidamente la carriera militare, venendo promosso caporale il 1 gennaio 1821, sergente il 1 maggio, e sottotenente il 14 novembre dello stesso anno. Entrato in servizio effettivo divenne tenente il 1 febbraio 1826, capitano il 18 aprile 1830  e maggiore il 30 aprile 1844.
Partecipò alla prima fase della prima guerra d'indipendenza, venendo promosso tenente colonnello il 13 agosto 1848, e poi alla ripresa delle operazioni belliche nel 1849 terminate con la battaglia di Novara. Colonnello il 5 aprile 1849, assunse il comando della Brigata "Regina" il 25 settembre 1853. 
Promosso maggiore generale il 1 agosto 1855, assunse il comando della Brigata "Granatieri di Sardegna"  il 12 marzo 1859. Alla testa della sua unità, assegnata alla 1ª Divisione del luogotenente generale Giovanni Durando, partecipò alle operazioni belliche nel corso della seconda guerra d'indipendenza.  Si distinse nel corso della battaglia di San Martino, in particolare durante il combattimento di Madonna della Scoperta (24 giugno), e poco prima del termine delle operazioni, il 4 luglio, lasciò il comando della brigata al generale conte Carlo Camarana. Venne elevato al rango di tenente generale il 20 ottobre dello stesso anno. Durante la fasi che portarono all’occupazione portarono all’occupazione dell'Italia centrale e meridionale ricoprì l’incarico di Ispettore generale dell’esercito, e per questa attività il 29 dicembre 1861 fu insignito del titolo di Grande Ufficiale dell'Ordine dei Santi Maurizio e Lazzaro.
Nel febbraio 1861 fu nominato membro della Commissione  per l’esame dei titoli degli ufficiali garibaldini che dovevano entrare le neocostituito Regio Esercito.  Fu Comandante della Scuola Militare di Fanteria e Cavalleria di Modena  dal 1 giugno 1866 al 13 ottobre dello stesso anno. Si spense nel 1877.

### Annotazioni
1. ↑  Presidente della commissione era il generale Carlo Biscaretti di Ruffia, e membri effettivi i generali Paolo Decavero, Luigi Scozia di Calliano, e Alessandro Broglia di Mombello. Essi sostituivano i generali Enrico Morozzo Della Rocca, Solaroli, Gozani di Treville e Maurizio Emilio Ferrero.

### Fonti
1. 1 2 3 4 5 6 7 8 9  Ilari, Shamà 2008, p. 468.
2. ↑  Calendario generale pe' regii stati 1838, p. 311.
3. ↑  Calendario generale pe' regii stati 1838, p. 312.
4. 1 2 3 4  Cipolla 2009, p. 119.